# John Davies (hockey sur glace)
Pour les articles homonymes, voir John Davies.
John Francis « Jack » Davies (né le 14 juillet 1928 à Edmonton, mort le 19 janvier 2009 dans la même ville)  est un joueur canadien de hockey sur glace.

## Carrière
John Davies vient d'une famille de joueurs de hockey : son frère aîné Ken pratique le hockey en junior avec les Capitals d'Edmonton.
Il commence sa carrière dans la Ligue de hockey junior d'Edmonton, où il est actif pendant une saison chacune pour les Caps d'Edmonton et les Southsides d'Edmonton. En plus, Davies participe aux programmes du Canadian Athletic Club et de la South Side Athletic Association. Les recruteurs des Barons de Cleveland, équipe de la Ligue américaine de hockey, le remarquent à 18 ans et lui font signer un contrat en novembre 1946. Il passe un essai ultérieurement avec l'équipe de Cleveland mais n'intégrera jamais l'équipe.
De 1949 à 1952, il joue pour les Mercurys d'Edmonton qui représentent l'équipe nationale au championnat du monde 1950 ; le Canada devient champion du monde. En juillet 1951, le président de l'Association canadienne de hockey amateur, Doug Grimston, annonça que les Mercurys représenteront le Canada au hockey sur glace aux Jeux olympiques de 1952 à Oslo. L'équipe parcourt l'Europe pendant trois mois, jouant une cinquantaine de matchs ; Davies n'en joue que quelques matchs. Le Canada devient champion olympique. Davies marque quatre buts et trois passes décisives en huit matchs.
Davies est intronisé en compagnie des autres membres de la formation des Mercurys d’Edmonton de 1952 au Temple de la renommée de l'Alberta en 1968 et au Temple de la renommée olympique du Canada en 2002.